# Cychrus semigranosus
Cychrus semigranosus – gatunek chrząszcza z rodziny biegaczowatych, podrodziny Carabinae i plemienia Cychrini.

## Taksonomia
Gatunek został opisany w 1825 roku przez Antona Aloisa Palliardiego.

## Opis
Ciało od 17 do 21 mm długie, czarne z pokrywami o mosiężnym połysku. Wyniesienie bocznie obrzeżające przedplecze wąskie na całej długości, wyraźnie poszerzone ku podstawie. Przedplecze niewklęśnięte pośrodku, o bocznych brzegach silnie zakrzywionych. Czoło wyraźnie poprzecznie wgłębione między oczami. Pokrywy przynajmniej w tylnej ⅓ z trzema rzędami widocznie wyniesionych guzków.

## Rozprzestrzenienie
Gatunek południowo-wschodnio-europejski. Wykazany z Albanii, Bośni i Hercegowiny, Bułgarii, Czarnogóry, Grecji, Macedonii Północnej, Mołdawii, południowej części europejskiej Rosji, Rumunii, Serbii i Ukrainy. Rekord z Chorwacji określony jako wątpliwy.

## Systematyka
Wyróżnia się 9 podgatunków tego chrząszcza:
- Cychrus semigranosus albanicus Hopp, 1929
- Cychrus semigranosus balcanicus Hopffgarten, 1881
- Cychrus semigranosus dinaricus Mandl, 1989
- Cychrus semigranosus graecus Breuning, 1967
- Cychrus semigranosus montanus Winkler, 1939
- Cychrus semigranosus montenegrinus Apfelbeck, 1904
- Cychrus semigranosus rhilensis Roeschke, 1907
- Cychrus semigranosus semigranosus Palliardi, 1825
- Cychrus semigranosus travnikanus Apfelbeck, 1904